# 三好橋

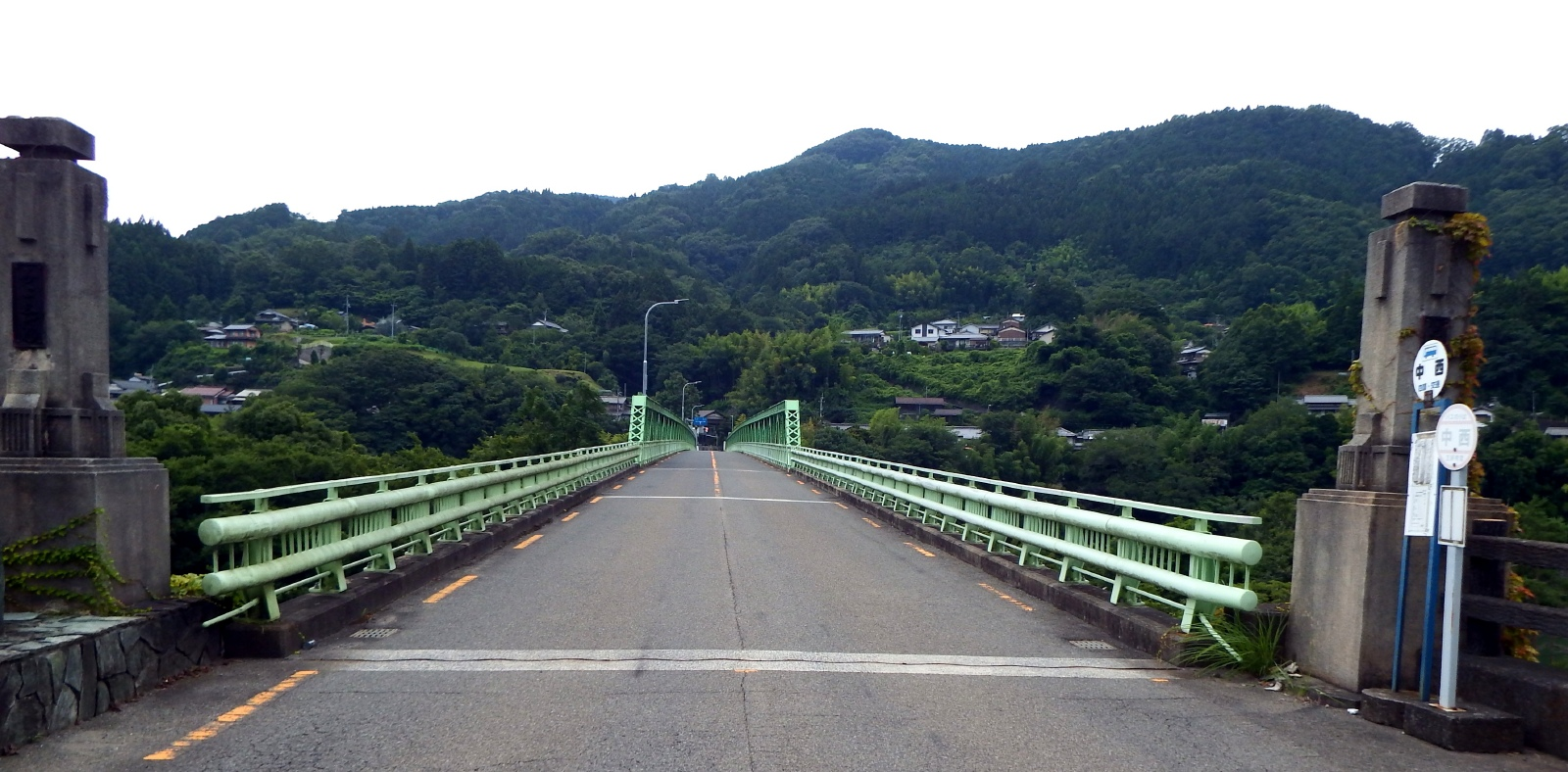
東岸より

三好橋（みよしばし）は、徳島県三好市にある徳島県道268号野呂内三縄停車場線の橋梁である。四国を流れる吉野川の中流域に架けられている。作られた当時は吊り橋であったものの、補修の際にアーチ橋へと形態を変更したことで知られる。

## 地理
徳島県のこの付近は山がちな地域で谷も深い。三好橋が設置されている付近の吉野川は概ね南から北へと流れている。三好橋はほぼ東西方向に架けられた橋である。橋の長さは243.5 m、主塔の間の長さである中央支間長（中央スパン）が139.9 mの吊り橋として完成した橋であった。このため橋の両端部には吊り橋に必要な構造物であるアンカレイジが残存するものの、1989年にアーチ橋に作り変えられて以来、アンカレイジの不要なアーチ橋として機能している。三好橋には数百 m離れた土讃線の三縄駅から訪れることも可能である。

## 歴史

### 三好橋の完成
徳島県でも特に吉野川は多くの渡し舟が用いられていた河川であった。1891年の徳島県の統計資料によれば、徳島県には154箇所の渡し舟場があり、うち125箇所が吉野川にあった。しかし、渡し舟は洪水が起これば使用できなくなったこと、渡河の際に舟が転覆して水死した者がたびたび出たこと、さらに自動車が普及してきたことから、吉野川に頑丈な橋を作ることが望まれるようになった。そんな機運の中で三好橋は建設され、1927年に吊り橋として完成した。なお、三好橋から少し下流側で吉野川の流路は大きく東へと曲がっており、吉野川が東へと流れ出した先には1975年に池田ダムが完成した。しかし、この比較的近い場所に完成したダムによっても水没しない位置にあった三好橋は、池田ダム完成後もそのまま使用され続けた。

### 重大な破損箇所の発覚
三好橋が完成してから60年後の1987年6月に、橋を吊り下げているメインケーブルを固定しているアンカレイジの付近において、メインケーブルが腐食によって一部破損していたことが発見された。調査の結果、メインケーブルの強度は健全であった時と比べると半減していると推定された。吊り橋においてメインケーブルというのは橋を支える命綱に当たる物であり、これが完全に破断した時に、三好橋は崩落すること意味する。これを受けて、車両通行止めの措置を講じた上で、三好橋を今後どのようにするかの検討がなされた。なお、橋桁（補剛桁）の部分などについては、部分的な腐食こそ見られるものの、概ね健全性を保っており、未だ使用可能な状態であることも調査によって判明した。

### 補修方法の検討
メインケーブルの腐食劣化による落橋の可能性があると判明した三好橋は、補修されることとなった。その方法として、吊り橋であった三好橋を補修して、再び吊り橋とすることも検討はされた。しかしながら、既存のアンカレイジが再利用できないタイプであった上に、地形的な制約から新たなアンカレイジを設置可能な場所も確保が難しかった。吊り橋にとってアンカレイジという物は、主塔と共にメインケーブルを支えている重要な部分であり、常にメインケーブルをアンカレイジで引っ張っているからこそ吊り橋は健全でいられるのである。大規模な吊り橋は基本的に、まずアンカレイジと主塔を作ってから先にメインケーブルを張り、それから橋桁の部分を作るという手順で作る。アンカレイジを新設したいからと言って、既存のアンカレイジを取り壊して、そこに新しく作るというわけにはゆかない。このように、アンカレイジの再利用も新設も難しいとなれば吊り橋のままの形で補修するのは難しく、事実、三好橋を吊り橋のままで補修することは現実的ではないと判断された。三好橋の場合は橋桁の部分などは未だ概ね健全であり、架け替えるよりも、橋桁などは再利用した方が少ない予算で済むと判断された。そこで橋の構造を吊り橋から上路式アーチ橋に変える方法が考案された。吊り橋をアーチ橋に変える場合は新たにアーチを作らねばならず、その設置には河川管理者との協議も必要だったものの、そのような問題を差し引いてもアーチ橋へと形式を変更することが、三好橋の場合は現実的な延命の方法だと判断された。

### 吊り橋から上路式アーチ橋へ

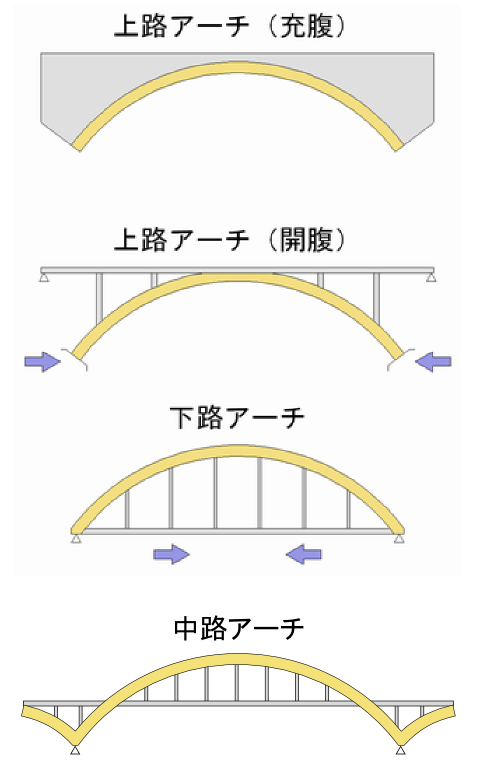
アーチ橋の分類

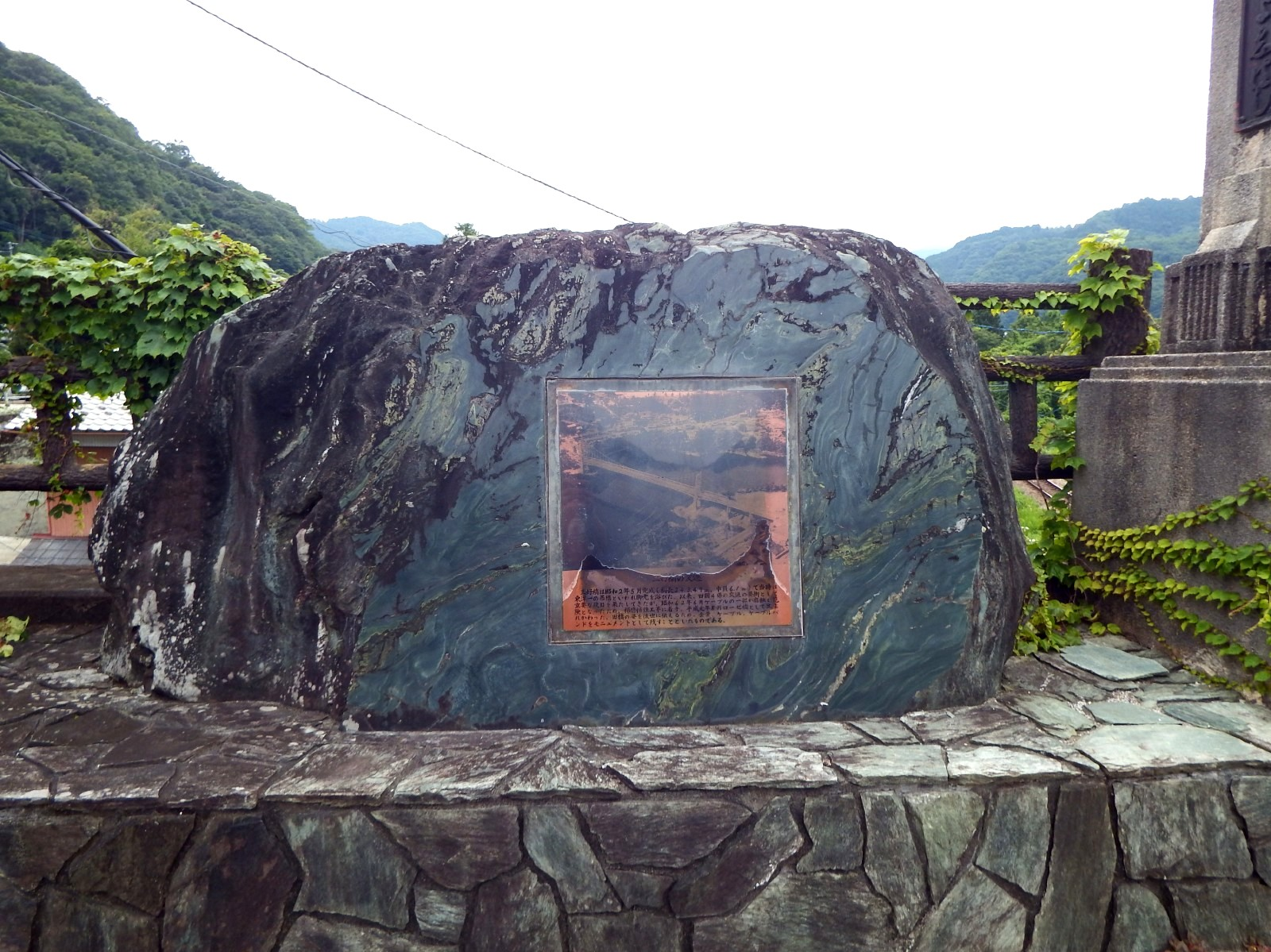
記念碑

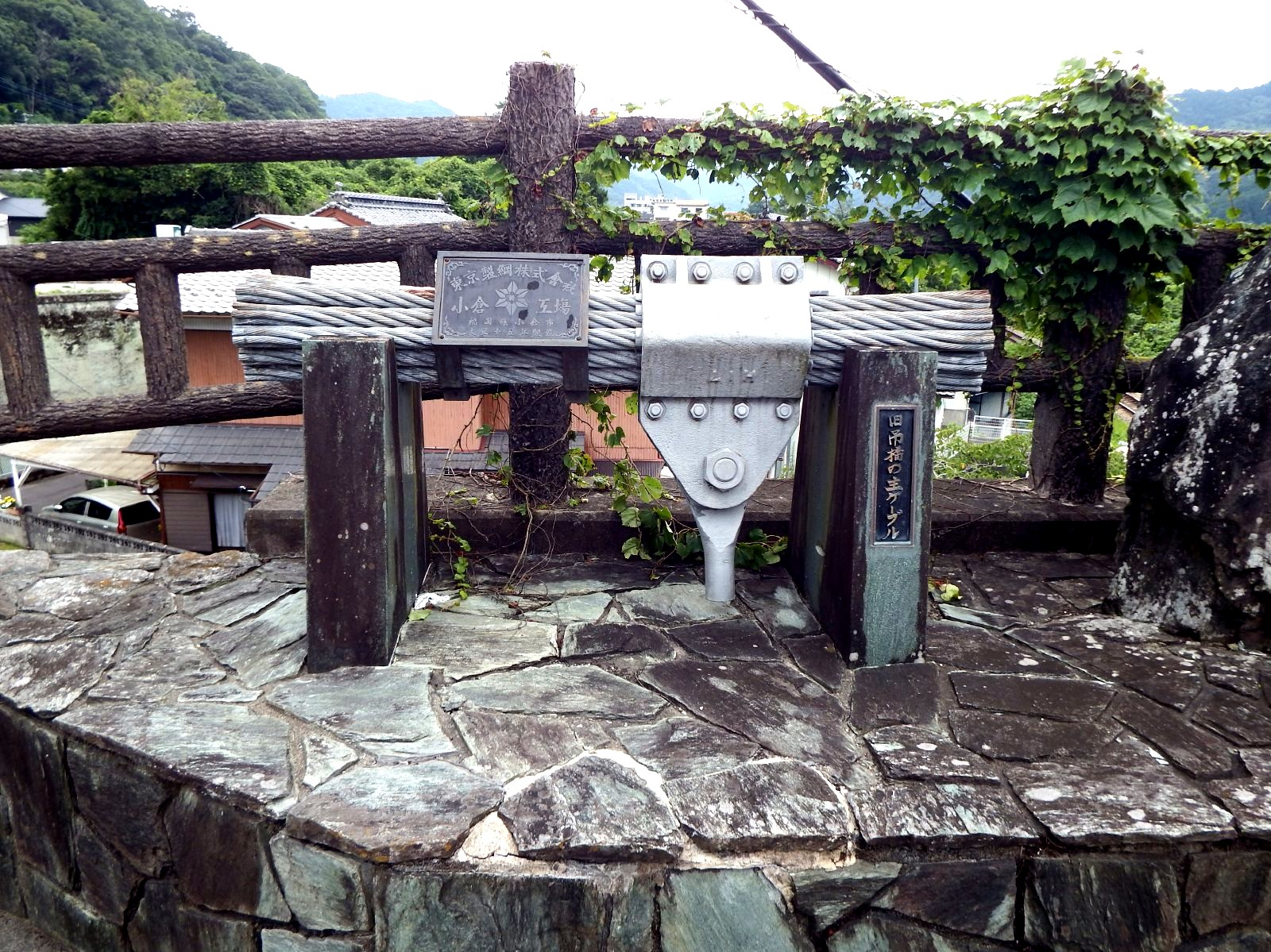
旧吊橋の主ケーブル

三好橋を吊り橋から上路式アーチ橋へと変更して延命するための工事は、1987年度内に始まった。工事の概略は、橋桁の部分を壊さないようにしながら、橋桁の下側に新たにアーチを作って橋桁を支えられるようにし、最後に既に健全性を失っていたメインケーブルを取り払うという工程である。なお、その際、橋桁の部分のトラス構造の構造体は、経年劣化を想定して設計時よりも5 ％ほど断面積が減少しているものとして取り扱った。ところで、吊り橋とは橋桁の部分を上側に設置したメインケーブルから吊り下げて支えているタイプの橋であるのに対して、上路式アーチ橋というのは橋桁の部分を下側に設置したアーチから支えるタイプの橋である。つまり、この改造を実行すると、三好橋の橋桁は上から吊られて支えられていた状態から、下側から支えられる状態へと変化することを意味する。要するに、橋桁への力のかかり方が全く変わるわけである。したがって、この工事の際には、完了後の力のかかり方を充分に計算した上で行われた。特に、これまで橋を支えてきたメインケーブルの張力を緩めて、新たに建設したアーチの上に荷重をかけてゆく際は、計算値と実測値とを比較しながら慎重に移行作業が進められた。他に、吊り橋でなくなったために不要となった2本の主塔の上部の撤去なども行われた。そして、一連の改造工事は、1989年8月に完了した。なお、工事完了後に橋を人為的に振動させて、その挙動を見る試験を実施したところ、新たに設置したアーチが橋を支える構造体となり、三好橋を全体として見るとアーチ橋として挙動していることが確認された。なお、取り外されたメインケーブルの一部は、吊り橋を改造して延命させた記念碑に加工され、吉野川の東岸、つまり、土讃線の走る上を越える誇線橋側に吊り橋時代の写真と共に設置されている。

## 隣の橋
吉野川
大川橋 - 土讃線第一吉野川橋梁 - 三好橋 - 池田大橋 - 池田へそっ湖大橋